# تايكو ناكانيشي
تايكو ناكانيشي (باليابانية: 中西 妙子) مواليد 11 فبراير 1931 في هيروشيما، اليابان، هي مؤدية أصوات يابانية بدأت نشاطها عام 1950.

## الأعمال

### مسلسلات أنمي تلفزيونية
- سالي
- نساء صغيرات
- سيلور مون

### ألعاب فيديو
- كلوك تاور 2

### دبلجة
- بن هور
- شرنقة
- طارد الأرواح الشريرة
- الابن الصالح
- صانعة المعجزات
- حرب النجوم

## وصلات خارجية
- تايكو ناكانيشي على موقع IMDb (الإنجليزية)
- تايكو ناكانيشي على موقع قاعدة بيانات الفيلم (الإنجليزية)
- تايكو ناكانيشي على موقع ANN person (الإنجليزية)
- تايكو ناكانيشي  في شبكة أخبار الأنمي